# Not Only For The Royalties
Not Only For The Royalties er titlen på den danske musiker og sangskriver Aske Jacobys albumdebut som soloartist.
Albummet udkom 20. august 1991 hos selskabet Virgin Records, og havde en hel sværm af samtidens bedste musikere med ombord - navne som Jacob Andersen, Marie Carmen Koppel, Søren Sko samt Jan Lysdahl, Claes Antonsen og bassisten Assi Roar optræder eksempelvis på flere numre. Sidstnævnte tre var tillige med som både medkomponister og -producere henholdsvist.

## Spor
1. "Secret Lover" - (04:02)
2. "What in the World" - (03:55)
3. "White Cowboys" - (05:08)
4. "Waiting for a Train" - (02:14)
5. "(Wish You Would) Combine" - (03:27)
6. "Old Fashion Lovesong" - (05:28)
7. "For Me & You)" - (05:54)
8. "In Between" - (04:05)
9. "Let's Stay Together" - (5:18)
10. "Etude #2" - (2:32)